# Saint-Denis-de-Vaux
Saint-Denis-de-Vaux è un comune francese di 274 abitanti situato nel dipartimento della Saona e Loira nella regione della Borgogna-Franca Contea.

## Società

### Evoluzione demografica
Abitanti censiti